# 법무법인 시작
법무법인 시작은 대한민국의 이혼전문 로펌이다.

## 역사
변호사 명대경이 2013년 법률사무소 시작을 설립하였고, 2019년 법무법인 시작으로 개편되었다.

## 사무소
- 서울 : 서울 강남구 강남대로 238, 스카이쏠라빌딩 12층
- 인천 : 인천광역시 미추홀구 경원대로 882, 203호
- 청주 : 충북 청주시 서원구 구룡산로 218, 4층